# Amphisbaena talisiae
Amphisbaena talisiae är en ödleart som beskrevs av  Paulo Emilio Vanzolini 1995. Amphisbaena talisiae ingår i släktet Amphisbaena och familjen Amphisbaenidae. Inga underarter finns listade i Catalogue of Life.